# 四國山地

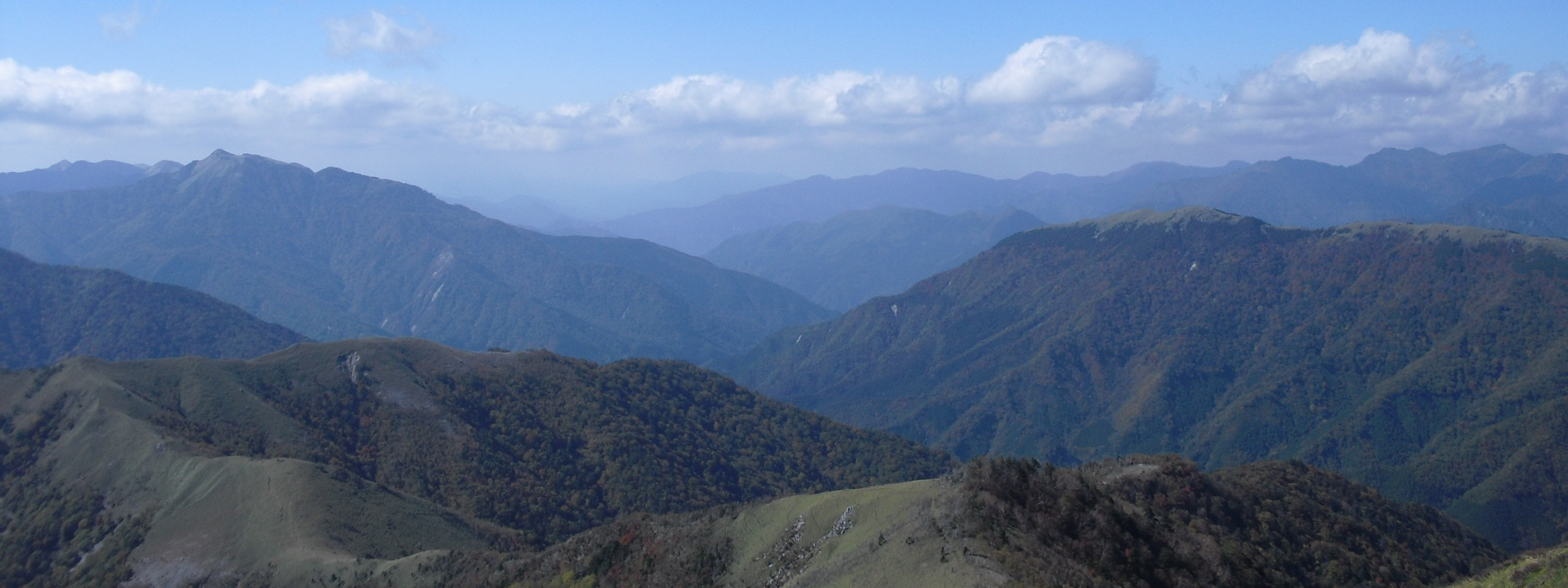
從次郎笈眺望的四國山地東部諸山

四國山地（日语：／ Shikoku sanchi */?）是橫貫日本四國中央的山地，位於中央構造線以南，由一千多公尺以上的峻峭高山相連而形成各種樣貌，也稱為四國山脈（しこくさんみゃく）。
其範圍橫貫了中央構造線以南的四國全境。屬於西南日本內帶的讚岐山脈與高繩山地通常並不包含四國山地在內。

## 簡介
以山地為分界線，以南為多雨的太平洋側氣候，每年因颱風等因素經常發生水災；以北為少雨的瀨戶內海式氣候，許多地區有缺水問題，但愛媛縣新居濱市與西條市等位於高山背面的都市，因其山勢關係而有高度保水力，有豐富的地下水。
雖然位在日本南方，但在冬季時，越過本州中國山地與吉備高原的寒氣，遇上瀨戶內海的水蒸氣為四國山地帶來豐富降雪，也因此設有不少滑雪場。此外，山中或山邊的道路很容易結凍，汽車需要裝上車鏈防滑。
四國山地在地質上屬於西南日本的外帶，從北側依序有三波川變質帶、秩父帶、四萬十帶以東北東－西南西走向分布著。從吉野川中游的大步危沿其支流穴內川，即土讚線與國道32號可將四國山地分成東西兩側，西部的石鎚山脈與東部的劍山地是西日本主要的高峰聚集處。石鎚山脈北側為道前平原與新居濱平原，兩者之間為中央構造線，並形成東西長約50公里的石鎚斷層崖。
標高1,700公尺以上的山區植被主要是由白檜曾與岳樺等所構成的亞高山帶針葉樹林，而在這之下從800公尺到1700公尺附近則為山毛欅等所構成的落葉闊葉林所覆蓋，而由日本柳杉與日本扁柏等構成的人工林也有不少。石鎚山及二岳等是險峻的岩峰，而瓶森、笹峰、三嶺和劍山等山頂則是呈現以笹為主的隆起準平原樣貌。
四國山地多險峻，被視為莊嚴且神聖，所以從古代就十分盛行山岳修行，其中以西日本最高峰的石鎚山與劍山等山最具代表性。加上與弘法大師空海有淵源的四國八十八箇所遍路，甚至可說所有山地或四國全境皆是靈場也不為過。

## 主要的山
四國山地西部
- 篠山（日语：篠山 (高知県・愛媛県)）
- 鬼城山（日语：鬼ヶ城山 (愛媛県)）
- 天狗高原（日语：天狗高原）
- 大川嶺（日语：大川嶺）
- 中津明神山（日语：中津明神山）
- 稻叢山（日语：稲叢山）
- 野鹿池山（日语：野鹿池山）

石鎚山脈
- 石鎚山
- 瓶森
- 筒上山
- 笹峰

法皇山脈
- 東赤石山

四萬十山地
四國山地東部
- 高越山（日语：高越山）

劍山地
- 三嶺
- 劍山
- 矢筈山
- 高城山
- 雲早山

安藝山地
- 甚吉森

## 圖片

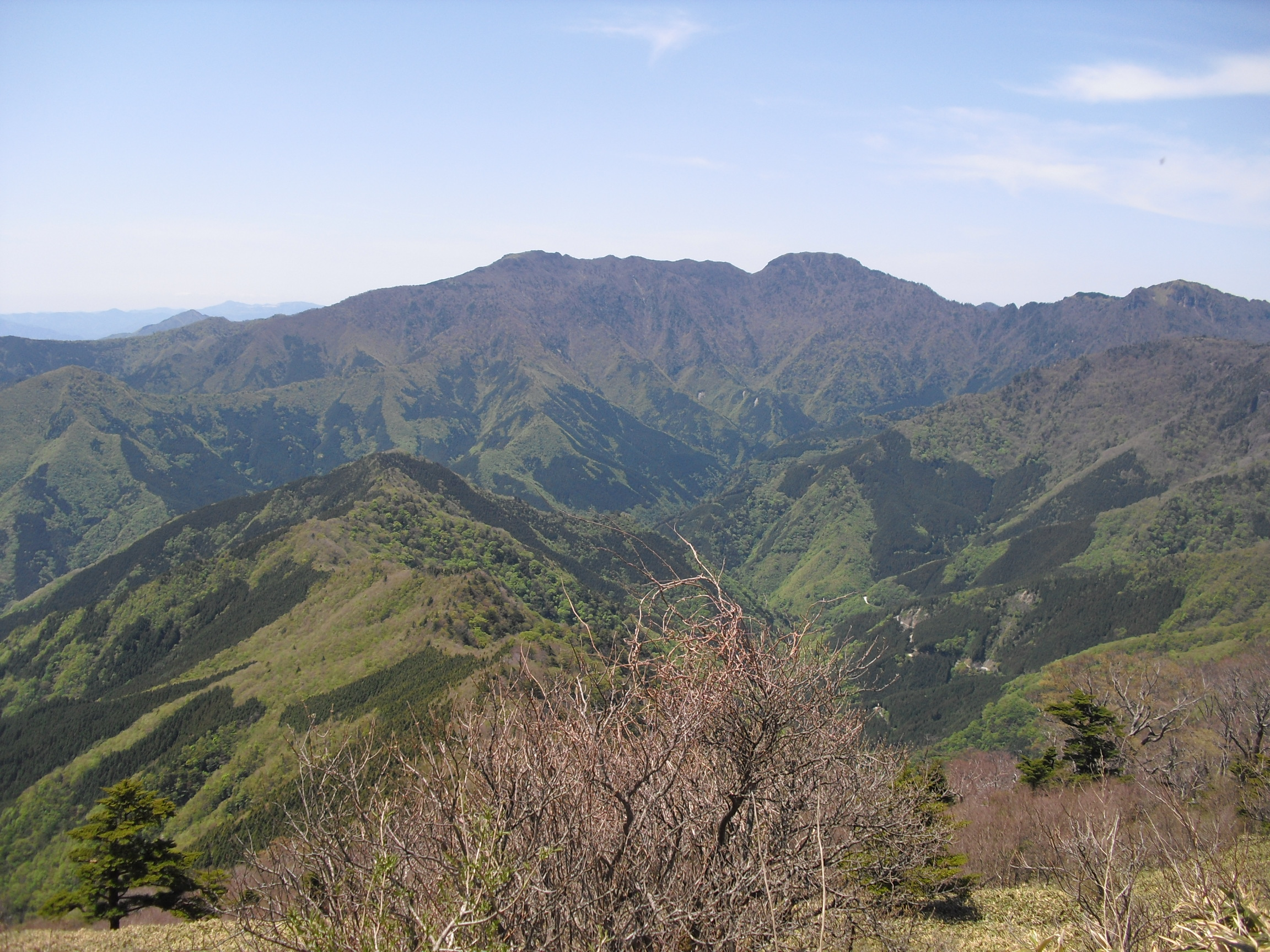
手箱山（日语：手箱山）與筒上山
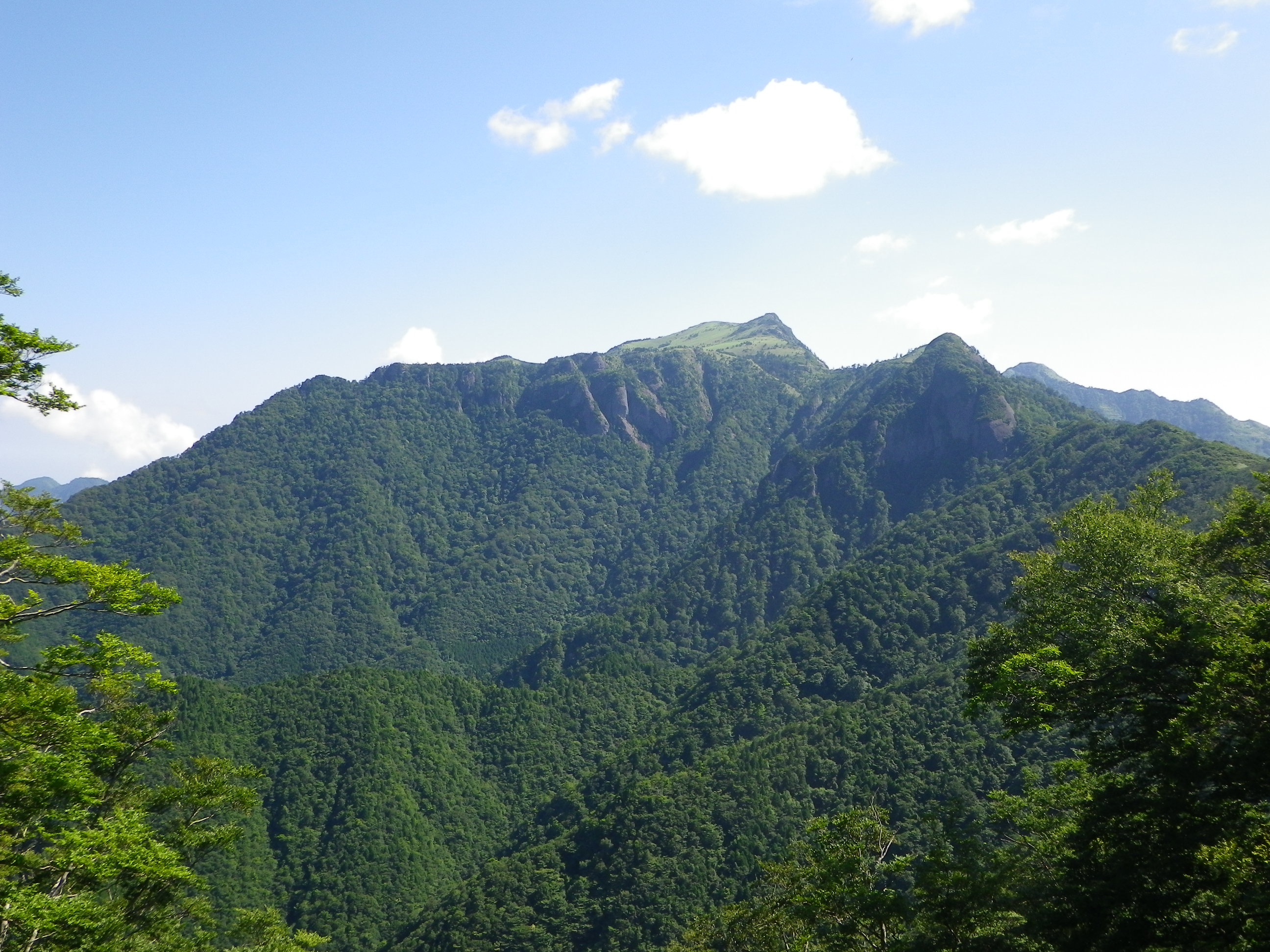
瓶森
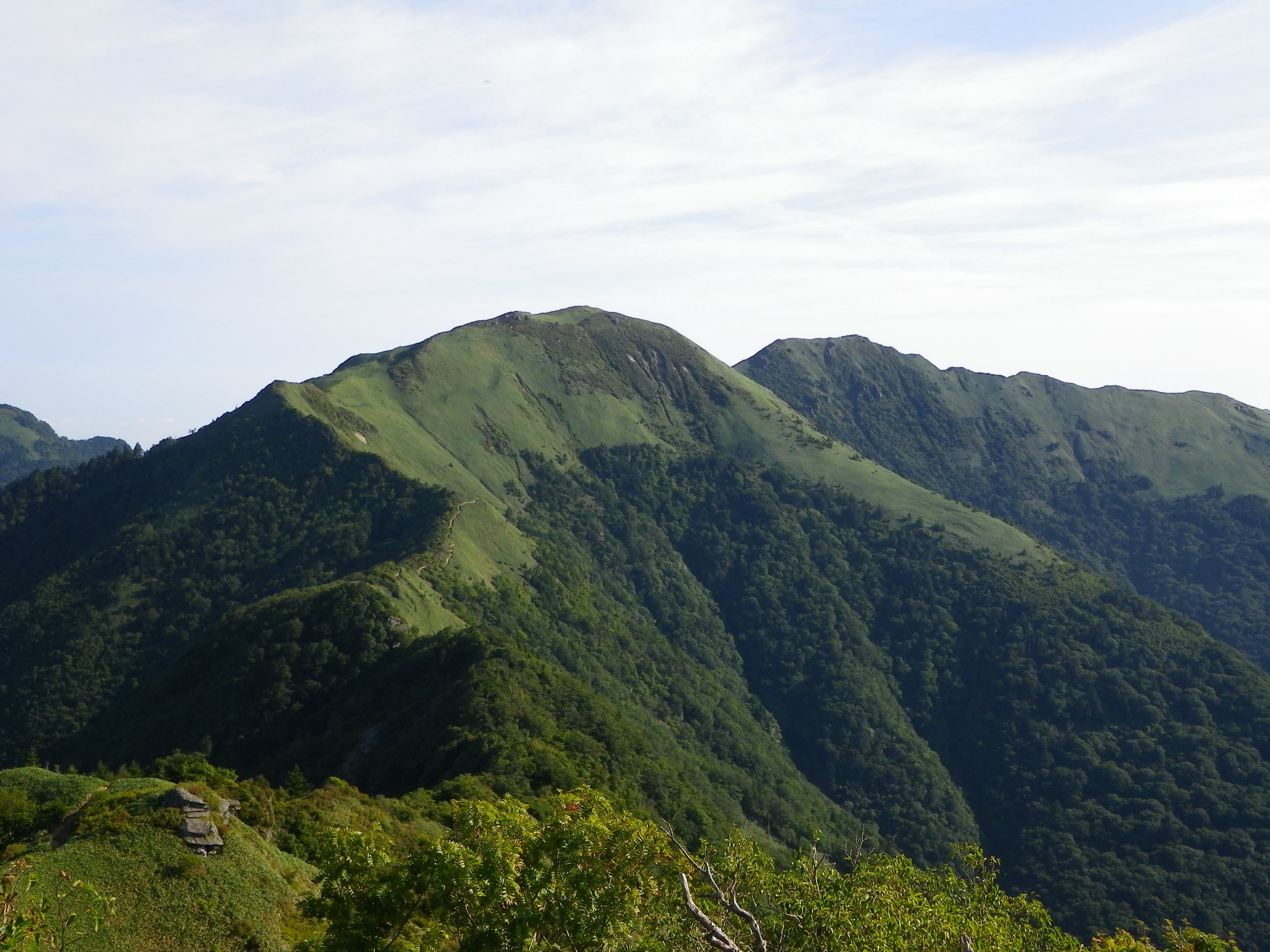
笹峰與父山（日语：ちち山）
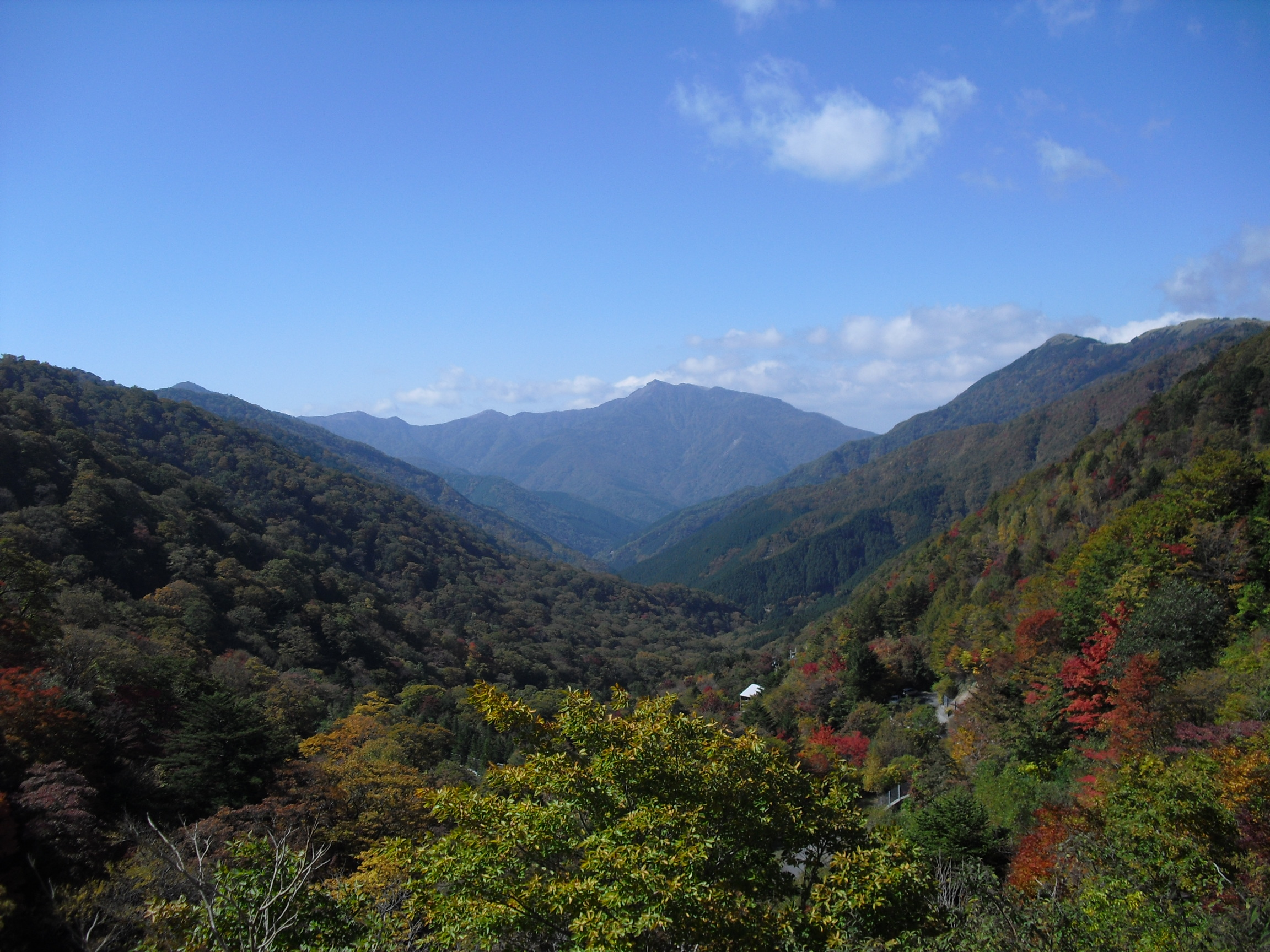
三嶺
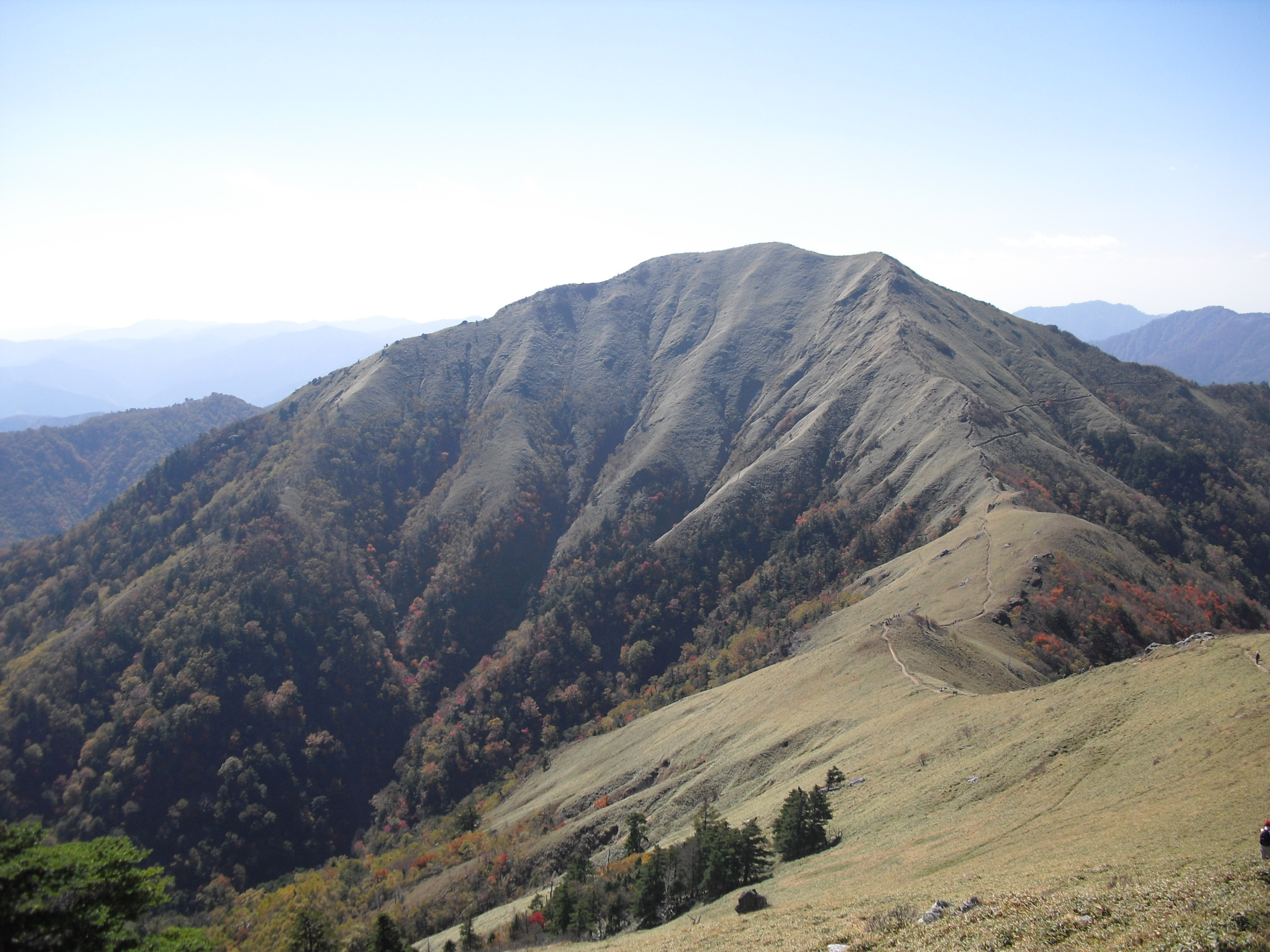
次郎笈
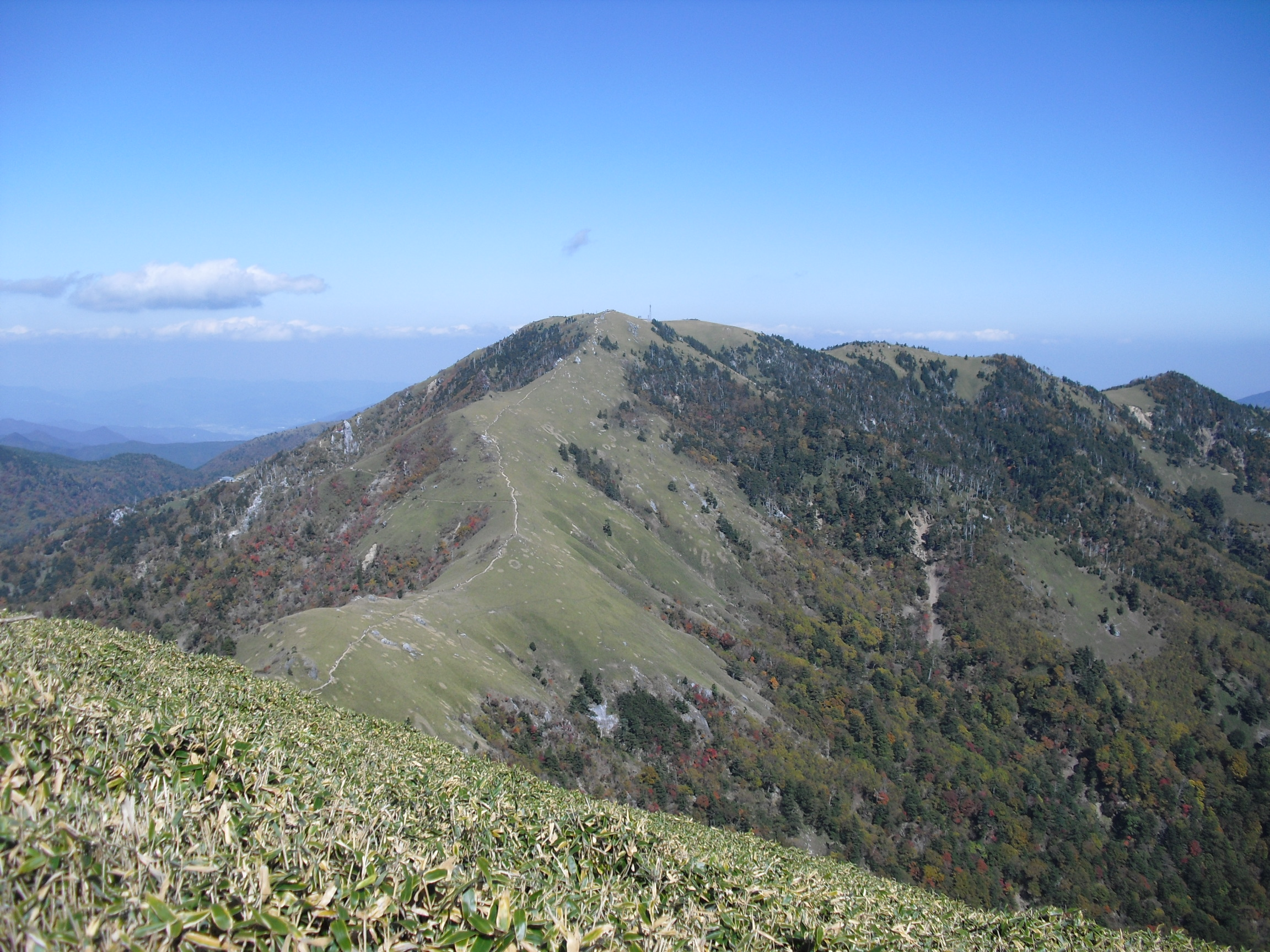
劍山
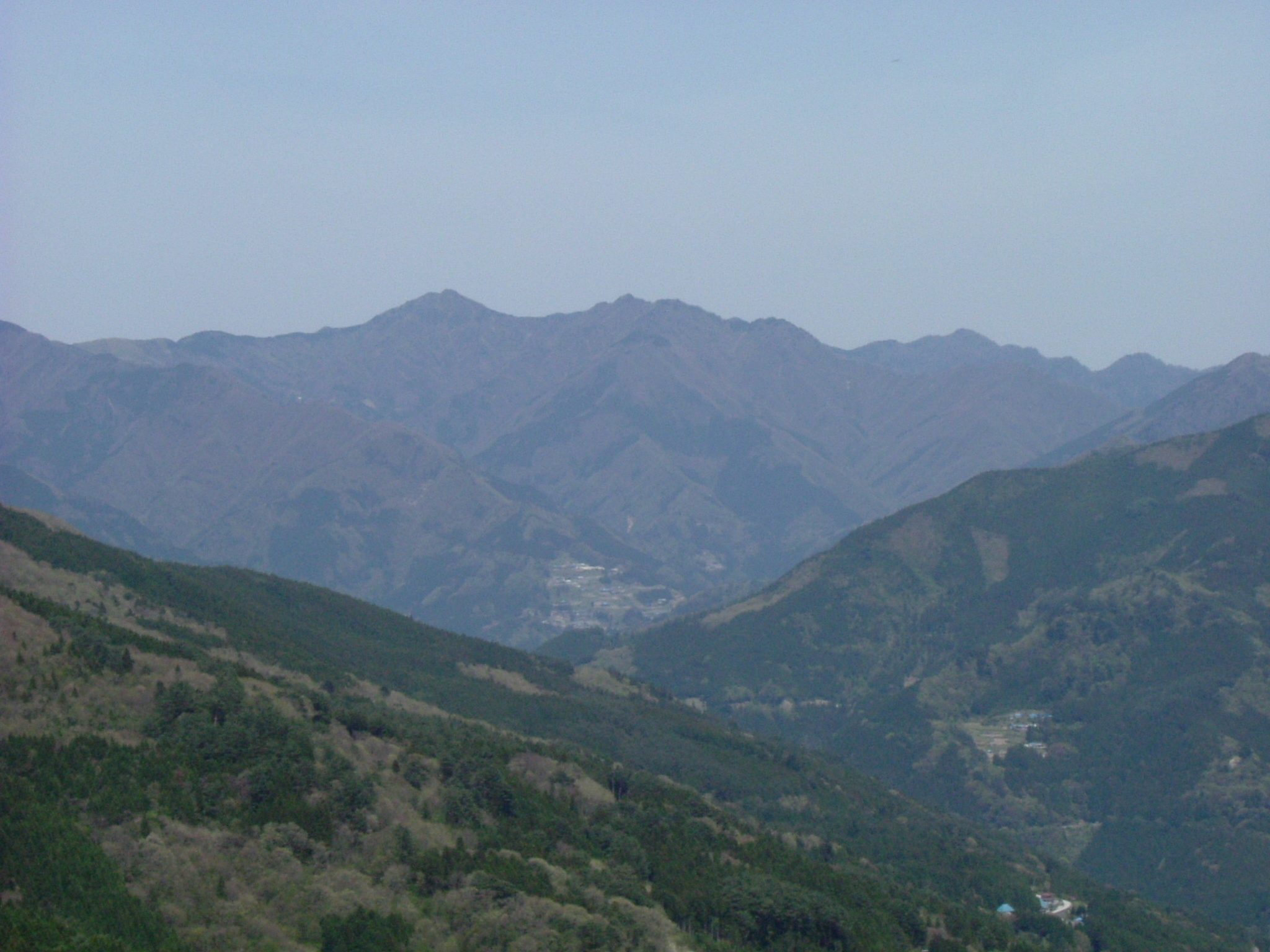
矢筈山